# Cladocarpus inflatus
Cladocarpus inflatus är en nässeldjursart som beskrevs av Vervoort 1966. Cladocarpus inflatus ingår i släktet Cladocarpus och familjen Aglaopheniidae. Inga underarter finns listade i Catalogue of Life.